# Electronic serial number
Pour les articles homonymes, voir ESN.
Un Electronic serial numbers (ESN) est un identifiant unique pour les téléphones mobiles. Il a été mis défini et normalisé par la Federal Communications Commission (FCC) américaine, au début des années 1980 dans les premiers temps de l'AMPS aux États-Unis. L'administration des ESN a été transférée en 1997 à la Telecommunications Industry Association (TIA), qui s'en est occupée jusqu'en 2012. Les ESN étaient surtout utilisés dans les téléphones mobiles CDMA (et l'étaient dans les téléphones AMPS et TDMA), alors que les téléphones GSM utilisent un identifiant IMEI et un identifiant IMSI dans la carte SIM.
À leur création, les premiers 8 bits d'un ESN étaient un code assigné à un fabricant, ce qui laissait 24 bits au fabricant pour assigner un identifiant pour chaque téléphone (il pouvait donc identifier 16 777 215 appareils uniques). Dans le but de permettre l'identification d'autres fabricants, le code du fabricant est passé de 8 bits à 14 bits (le nombre total passant ainsi de 256 à 16 384 fabricants), ce qui laissait 18 bits à chacun des fabricants pour identifier un appareil (262 144 appareils en tout). Le code du fabricant 0x80 est réservé et sert comme préfixe à 8 bits pour les pseudo-ESN (pESN). Les derniers 24 bits sont les bits les moins significatifs d'un hash SHA-1 du mobile equipment identifier (en) (MEID). Les pESN ne sont pas nécessairement uniques (c'est le MEID qui sert d'identifiant unique si l'appareil comprend un pESN).